# کوین گلدث‌ویت
کوین گلدث‌ویت (انگلیسی: Kevin Goldthwaite؛ زادهٔ ۹ دسامبر ۱۹۸۲) یک بازیکن فوتبال اهل ایالات متحده آمریکا است.